# Одесская киностудия
Оде́сская киносту́дия (укр. Одеська кіностудія) — украинская, ранее советская киностудия, расположенная в Одессе. Один из двух центров кинопроизводства на территории Украины (другой — в Киеве).
Ведёт свою историю с 1907 года, когда фотограф Мирон Гроссман открыл частное киноателье «Мирограф» и начал снимать местную хронику. В 1913 году на территории дачного участка брата по адресу Французский бульвар, 16 он построил скромный стеклянный павильон и лабораторию по обработке плёнки.
Как государственная киностудия образована в 1919 году в результате национализации и слияния частных кинофабрик Гроссмана, Харитонова и Борисова. С 1922 года — Первая госкинофабрика Всеукраинского фотокиноуправления (ВУФКУ), с 1930 года — Одесская фабрика «Украинфильма», с 1932 года — Первая комсомольская кинофабрика «Украинфильма», с 1938 по 1941 год — Одесская киностудия художественных фильмов. В годы Великой Отечественной войны входила в состав Ташкентской киностудии. После войны Черноморская кинофабрика стала летней базой киностудии «Мосфильм». В 1955 году на Одесской киностудии возобновилось собственное кинопроизводство. В 2005 году она была реорганизована в частное акционерное общество (ЧАО). 50 %+1 акция ЧАО «Одесская киностудия» принадлежит государству.

## История
Одесская киностудия ведёт свою историю с 1907 года. Именно тогда фотограф Мирон Осипович Гроссман, открыв киноателье, начал снимать местную хронику. В мае 1913 года он основал товарищество «Мирограф», которое производило фильмы на ходовые темы, апробированные в европейском кино. В 1913 году открылась также кинокомпания «Мизрах», снимавшая фильмы, пропагандировавшие возвращение евреев на «землю обетованную».
Во время Первой мировой войны полностью прекратился поток иностранных кинофильмов, что стало подспорьем для развития местного кинопроизводства. В 1916 году из Варшавы в Одессу эвакуировался Мордко Товбин, владелец известных польских кинопредприятий «Сила» и «Космофильм». Товбин владел акциями «Южного банка», в активы которого входила студия «Мирограф». Так он стал компаньоном Мирона Гроссмана. С 1916 по 1917 год студия «Мирограф» выпустила 10 фильмов. После Октябрьской революции в Одессу бежал крупный Московский кинопредприниматель Дмитрий Харитонов. В конце 1917 — начале 1918 года он построил рядом с ателье Гроссмана на Французском бульваре большой стеклянный съёмочный павильон. Кроме кинофабрик Гроссмана и Харитонова действовало еще кинопредприятие К. П. Борисова. Его киноателье было построено в 1917 году на улице Староинститутской, напротив нынешнего Морского университета.
В апреле 1919 года в Одессу вошли части РККА, военные операторы сняли хроникальный фильм «Взятие Одессы». 23 мая 1919 года губисполком принял решение национализировать все частные кинопредприятия. Эта дата официально считается днём рождения Одесской киностудии. Сначала это была «Киносекция политотдела 41-й дивизии РККА», а вскоре был снят первый игровой фильм — «Пауки и мухи». В конце августа 1919 года армия Деникина выбила большевиков из Одессы. В начале февраля 1920 года в город вошла кавалерийская бригада Котовского, и в Одессе окончательно установилась советская власть. После завершения Гражданской войны в Одессе сконцентрировалось практически всё украинское кинопроизводство. В 1921 году образованная на базе частных кинопредприятий фабрика стала называться Одесским отделением Всеукраинского кинокомитета (ВУКК). Ателье Гроссмана было разрушено, съёмочный павильон Харитонова разграблен. Эмигрировав, предприниматели захватили с собой аппаратуру и запасы пленки. Огромную территорию оградили каменным забором и приступили к строительным работам. 31 марта 1922 года 1-я госкинофабрика Всеукраинского фотокиноуправления (ВУФКУ) выпустила в прокат первый игровой фильм — «Шведская спичка».
В 1924 году на базе Одесской кинофабрики открылось одно из первых в стране кинематографическое учебное заведение на правах вуза — Государственный техникум кинематографии, который готовил кинематографистов разных профессий — от актёров, режиссёров, сценаристов до специалистов по обработке пленки, киномехаников, осветителей.
В 1926 году на Одесской кинофабрике работали 7 режиссёров, 9 операторов, 4 художника, 30 актёров. Всего в штате состояло 319 человек. В среднем оклад составлял 60 рублей, максимальный — 300. Среди работников были также специалисты-иностранцы — 2 оператора, 2 художника и 1 лаборант. В это время здесь дебютировал в кино Александр Довженко. Реконструированная в 1926 году кинофабрика была едва ли не лучшей в стране по технологическому оснащению, имела, по общему признанию, «усовершенствованную съёмочную и осветительную аппаратуру, подсобные предприятия… лаборатории с аппаратами новейшей конструкции». Вскоре была создана новая кинокопировальная лаборатория, которая обрабатывала до 2,5 млн метров плёнки ежегодно, постепенно расширяя свою мощность до 9 млн метров. До постройки Киевской кинофабрики в конце 1920-х годов Одесса оставалась единственным крупным кинематографическим центром на Украине.
Название «Одесская киностудия» появилось в 1938 году. К началу войны она выпускала по 5—10 фильмов в год, многие из которых были посвящены морской теме. Это экранизации романа Жюля Верна «Таинственный остров» и повести Юрия Крымова «Танкер „Дербент“», фильмы «Моряки», «Морской пост» и «Дочь моряка». В жанре маринистики Одесской киностудии в стране не было равных.
В начале Великой Отечественной войны многие работники студии — режиссёры, операторы, актёры, рабочие, техники — отправились на фронт. По плану Комитета по эвакуации при Совнаркоме СССР студия была эвакуирована в Ташкент, разместившись на базе «Узбекфильма», кинотеатра «Родина» и других небольших помещений.
В декабре 1941 года оккупировавшие Одессу румынские части вывезли и уничтожили всё оставшееся имущество киностудии. До освобождения города Красной армией на её территории располагалась немецкая воинская часть, которая превратила цеха в конюшню. Перед своим отступлением немцы подожгли ряд объектов. Всего было разрушено и повреждено 32 здания киностудии.
В 1941—1944 годах одесские кинематографисты принимали участие в создании таких фильмов Ташкентской киностудии, как «Морской ястреб», «Два бойца», «Насреддин в Бухаре», «Человек № 217», «Я — черноморец», а также новелл для боевых киносборников.
После реэвакуации студия оказалась своего рода «яблоком раздора»: её решили «присвоить» себе сразу три республики — Россия, Украина и Молдавия. На месте разрушенной во время войны студии возникла Черноморская кинофабрика, ставшая базой для экспедиций других киностудий (в 1951—1955 годах — филиал «Мосфильма»).
В 1955 году на Одесской киностудии возобновилось собственное кинопроизводство. Директор Александр Горский не только добился разрешения на возрождение студии, но и решил кадровую проблему, пригласив выпускников ВГИКа — режиссёров, операторов, художников, экономистов. Тогда бывшие студенты, которые обычно годами ходили в ассистентах и помощниках, довольно быстро получили самостоятельную работу. 26 ноября 1956 года на экраны вышел фильм Феликса Миронера и Марлена Хуциева «Весна на Заречной улице», ставший знаменательным событием не только для студии, но и для всего советского кинематографа.
С тех пор студия долгие годы была стартовой площадкой для молодых кинематографистов. Здесь дебютировали и работали Генрих Габай, Евгений Ташков, Пётр Тодоровский, Кира Муратова, Георгий Юнгвальд-Хилькевич, Станислав Говорухин и многие другие режиссёры.
В 2005 году студия была реорганизована в частное акционерное общество, при этом акции были поделены между Фондом госимущества (50 %+1) и ООО «Новая киностудия» (50 %-1), принадлежавшем директору группы компаний «1+1» Александру Ткаченко. В 2018 году у киностудии появился третий акционер: 25 % акций Новая киностудия передала компании Медиа Коворкинг. В июне 2020 года Ткаченко продал 25 % Одесской киностудии топ-менеджеру Смарт Холдинга.

### Музей кино
На территории Одесской киностудии расположен музей кино Одесского отделения Национального союза кинематографистов Украины. В музее хранятся материалы, собранные за годы существования Одесской киностудии, каталоги фильмов, фотоальбомы актерских проб, информация о режиссёрах и продюсерах, кинотехника, книги, газеты, журналы по кино и т. п. Всего — более двенадцати тысяч «единиц хранения».

Мемориальные доски на фасаде Одесской киностудии и её награды
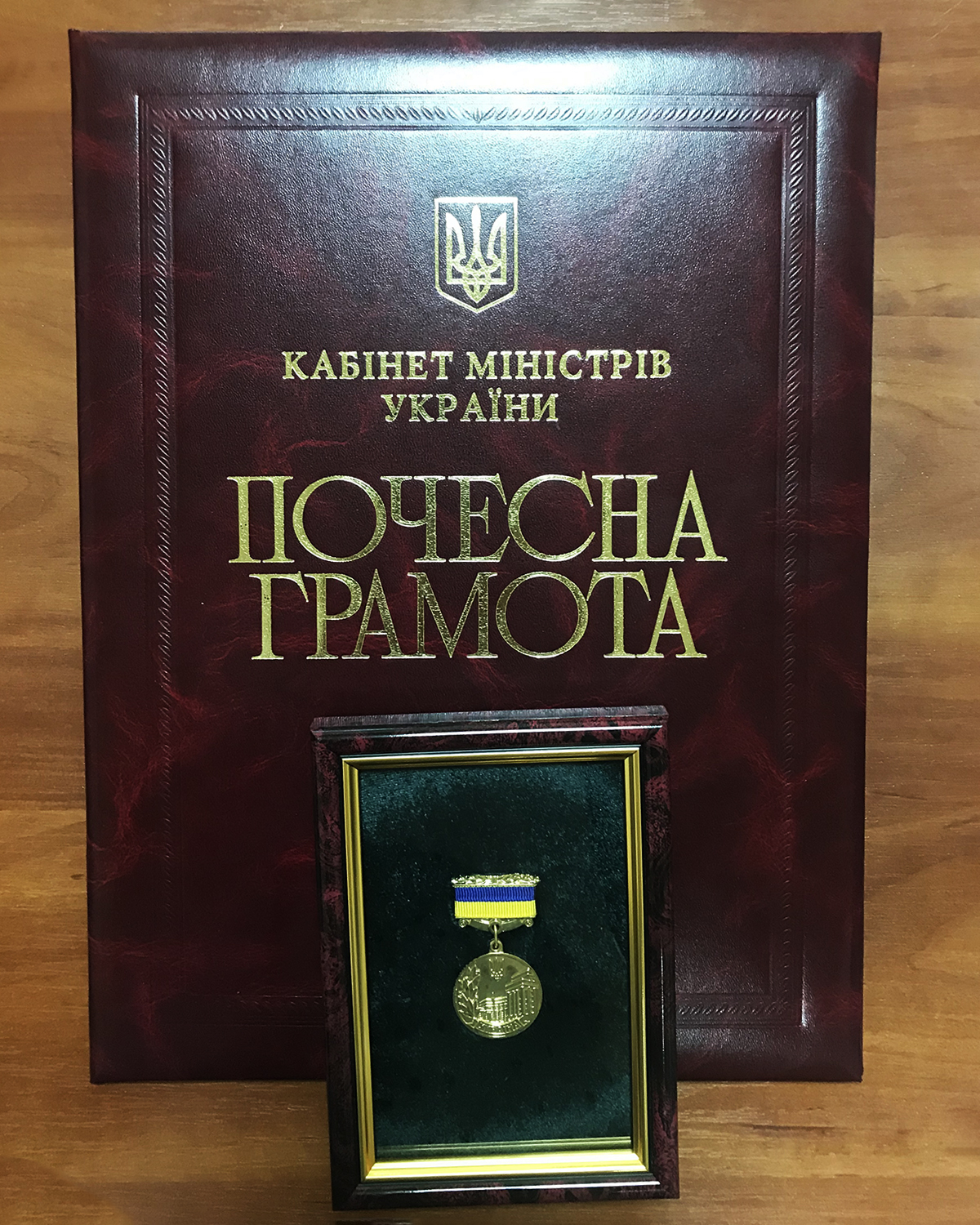
Почетная Грамота Кабинета Министров Украины
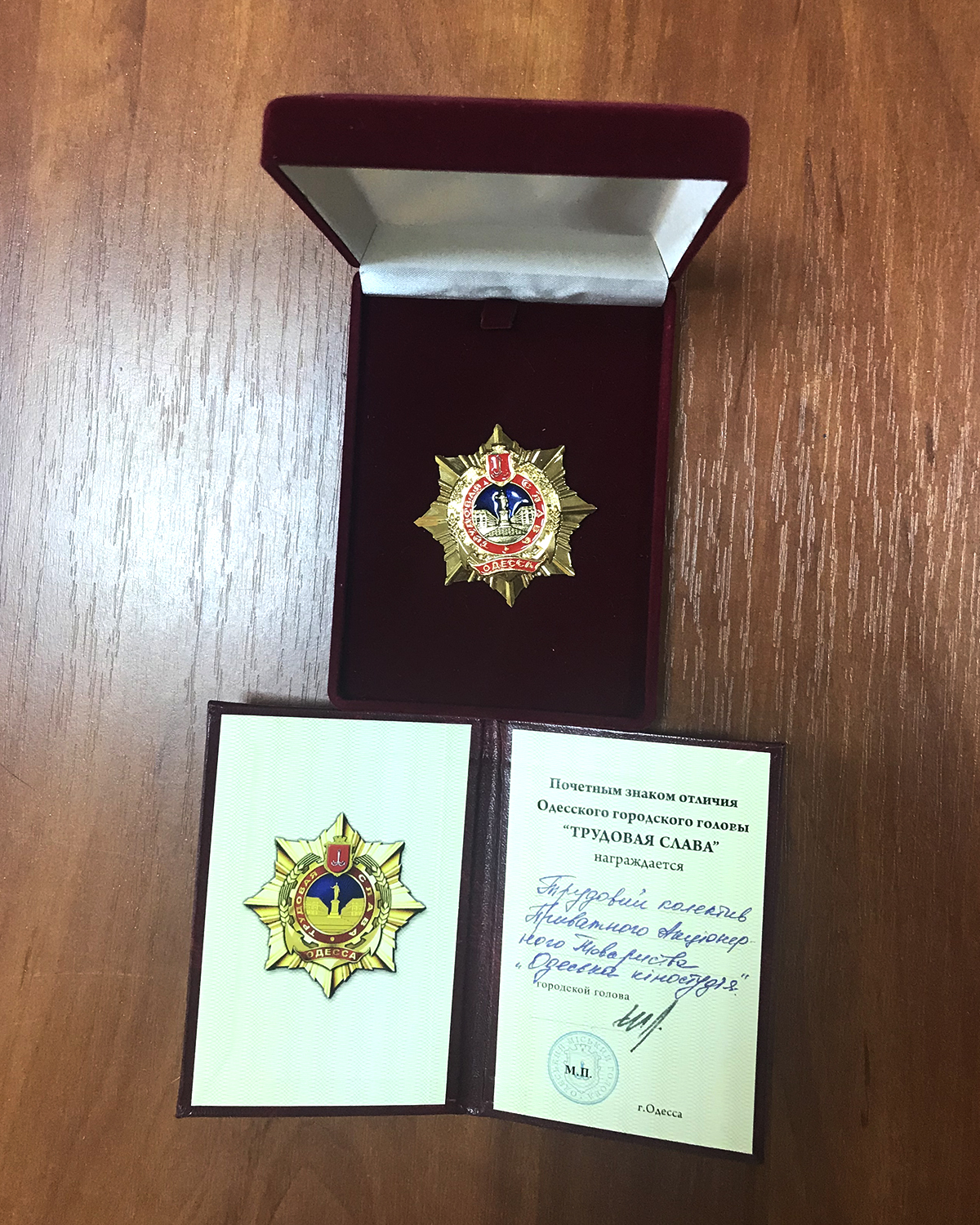
Награда по случаю столетия Одесской Киностудии

## Директора киностудии
- Михаил Капчинский (1921—1923)[18]
- Георгий Тасин (1923—1924)
- Михаил Капчинский (1924—1925)
- Павел Нечеса (1925—1927)[19]
- Юрий Лапчинский (1927)[20]
- Соломон Орелович (1928—1930)[18]
- Стрункий (1931)
- Дмитрий Великородный (1935?—1936?)[21]
- Владимир Березинский (1938—1939)[22]
- Яков Блиох (1939—1940)
- Дмитрий Познанский (1940—1941)[23][24]
- Владимир Вайншток (1944)
- Степанов (1945)
- Константин Фролов (1946)
- Новицкий (1947)
- Александр Васильевич Белькович (1948)
- Александр Яковлевич Котошев (1949—1951)
- Басов (1951)
- Владимир Юрьевич Агеев (1952)
- Александр Горский (1953—1961)[25]
- Лидия Гладкая (1961–1963)
- Вилен Фёдоров (1963—1966)
- Геннадий Збандут (1966—1984)[26]
- Александр Басаев (1992—1994)
- Александр Малыгин (1995—1997)
- Тамара Яворская (1998—2003)
- Ольга Неверко (2004—2008)
- Виктор Ноздрюхин-Заболотный (2009—2012)
- Андрей Зверев (2012—2017)
- Андрей Осипов (с 2017)